# قمة يونيتيد ستيت أوف وومن
يونيتيد ستيت اوف وومن (أي الولايات المتحدة للمرأة) هي قمة عقدت في واشنطن العاصمة ركزت على المساواة بين الجنسين في الولايات المتحدة. وقام باستضافة هذه القمة كلا من البيت الأبيض، ووزارة الخارجية الأمريكية، ووزارة العمل الأمريكية، ومعهد آسبن.

## خلفية
أعلن البيت الأبيض لأول مرة عن القمة في 29 يناير 2016، تحت عنوان «اليوم سوف نغير غدًا». وكان ان من المقرر انعقادها في 23 مايو، ولكن تم تأجيلها إلي يوم 14 يونيو.
في 7 يونيو، أعلنت السيدة الأولى ميشيل أوباما عن القمة على شريط فيديو، جنبا إلى جنب مع ميريل ستريب وأوبرا وينفري وتينا فاي ولافيرن كوكس وكيري واشنطن وش ندا رايميسع وسيسيل ريتشاردز وجيسيكا وليامز.

## جدول الأعمال
خصصت هذه القمة لمناقشة عددا من الموضوعات، بما في ذلك التمكين الاقتصادي، والمساواة في الأجرعن العمل المتساوي، وصحة المرأة، وتعليم المرأة، والعنف ضد المرأة، ومباشرة الأعمال الحرة، والمشاركة المدنية.
كان الرئيس باراك أوباما أحد المتحدثين الرئيسيين في القمة، حيث ناقش الحركة النسائية، والعنف الذي ارتكب ضد النساء من قبل جماعات مثل الدولة الإسلامية في العراق والشام وبوكوحرام، كما ناقش التقدم الذي أحرزته إدارته في دعم الإجازة الأسرية والحد الأدنى للأجور. ولقد كان الرئيس جو بايدن أيضا متحدثًا رئيسيًا، حيث أشار إلى أن الاعتداء الجنسي في الحرم الجامعي يعد مسألة كبري.

## المشاركين
- باراك أوباما رئيس الولايات المتحدة
- ميشيل أوباما السيدة الأولى للولايات المتحدة
- جو بايدن نائب رئيس الولايات المتحدة آنذاك
- فاليري جاريت كبيرة مستشاري الرئيس
- لوريتا لينش المدعي العام للولايات المتحدة
- توماس بيريز وزير العمل الأمريكي
- هيثر هيجينبوتوم نائبة وزير الدولة لشؤون الإدارة والموارد
- والتر إيزاسون رئيس معهد أسبن
- نانسي بيلوسي القائدة الديمقراطية في مجلس النواب
- سيسيل ريتشاردز رئيسة منظمة الأبوة المخططة
- كوني بريتون
- كيري واشنطن
- أوبرا وينفري
- وارن بافيت